# Camiguin

Camiguins läge i Filippinerna

Camiguin är en ö och provins i Filippinerna och ligger strax norr om ön Mindanao. Den tillhör regionen Norra Mindanao och har 84 100 invånare (2006) på en yta av 230 km² vilket gör den till en av de minsta provinserna i landet. Administrativ huvudort är Mambajao.
Provinsen är indelad i fem kommuner.